# Madridi főegyházmegye

## Szomszédos egyházmegyék
- Ávilai egyházmegye (nyugat)
- Segoviai egyházmegye (északnyugat)
- Sigüenza-Guadalajarai egyházmegye (északkelet)
- Alcalá de Henares-i egyházmegye (kelet)
- Getafei egyházmegye (dél)